# Mats Dannewitz Linder
Mats Dannewitz Linder, más néven Mats Linder (Stockholm, 1945. szeptember 11. –) svéd író, fordító, irodalomkritikus, tudományos-fantasztikus szerző.

## Élete
Aktív fordító, számos szépirodalmi és tudományos munkát fordított svéd nyelvre. Ő fordította többek közt Ursula K. Le Guin, Gore Vidal, James Lee Burke és Georges Charpak munkáit. Ő maga is írt sci-fi és szépirodalmi alkotásokat, de könyvet jelentetett meg a számítógépes programokról, az informatikáról, a szabványosításról és az Európai Unióról is.
A Nova című fantasztikus magazin szerkesztőségének tagja. Aktívan részt vesz a svéd sci-fi életben, többek közt a Stiftelsen Alvar Appeltoffts Minnesfond-ban (Alvar Appeltofft Emlékalap), valamint több fanzin, így a Science Fiction Forum és a Summa szerkesztőségében. Norrtälje község környezetvédelmi pártjának önkormányzati politikusa, 1975 óta házas, két felnőtt gyermeke van.
Magyarul egyetlen, Sam J. Lundwallról szóló elméleti írása jelent meg a Galaktika 28. számában, Sam J. Lundwall címmel.

## Fordítás
- Ez a szócikk részben vagy egészben  a   Mats Dannewitz Linder című svéd Wikipédia-szócikk ezen változatának fordításán alapul.  Az eredeti cikk szerkesztőit annak laptörténete sorolja fel. Ez a jelzés csupán a megfogalmazás eredetét és a szerzői jogokat jelzi, nem szolgál a cikkben szereplő információk forrásmegjelöléseként.